# رامون گونسالس (بازیکن فوتبال، زاده ۱۸۹۸)
رامون گونسالس (اسپانیایی: Ramón González‎؛ ۱۶ فوریه ۱۸۹۸ – ۴ نوامبر ۱۹۷۷) بازیکن فوتبال اهل اسپانیا بود.
از باشگاه‌هایی که در آن بازی کرده‌است می‌توان به باشگاه فوتبال سلتاویگو و باشگاه فوتبال دپورتیوو لا کرونیا اشاره کرد.
وی در مسابقات کشوری و بین‌المللی در مجموع برندهٔ ۲ مدال نقره شده‌است.